# Boeing 717

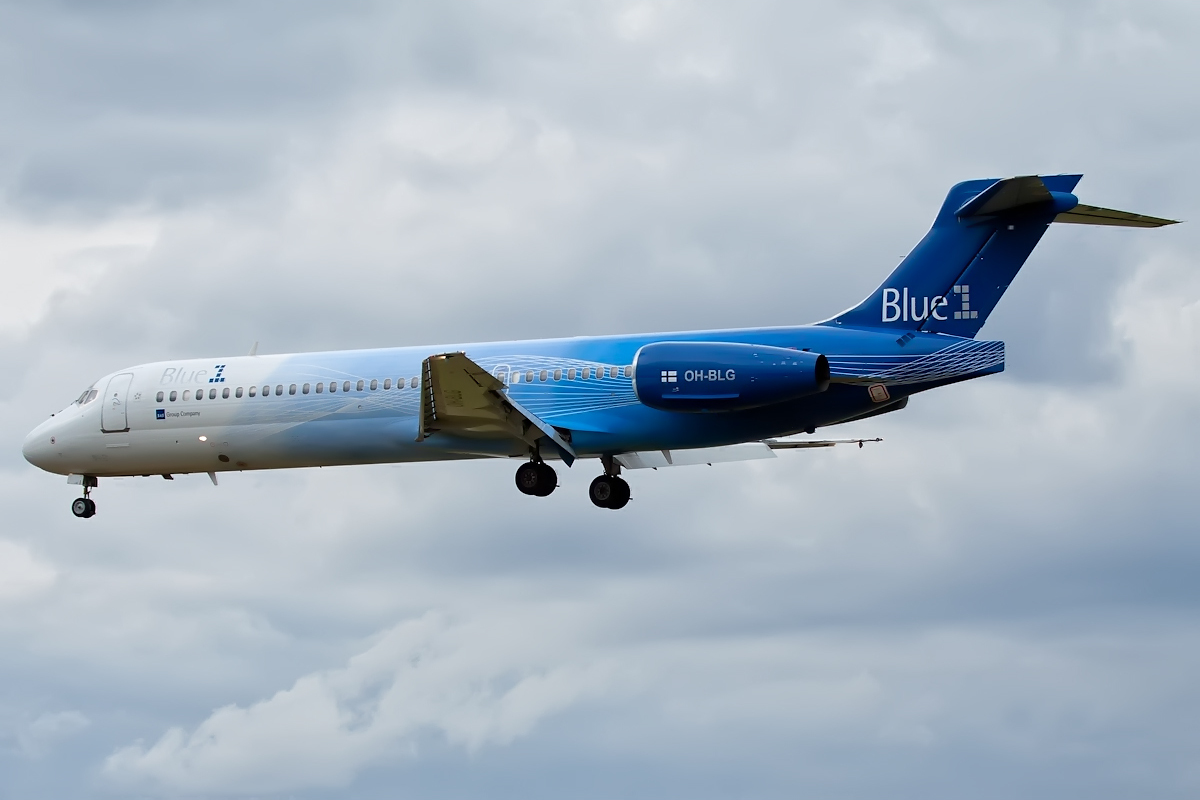
En Boeing 717 från Blue1 på London-Heathrow flygplats, Storbritannien

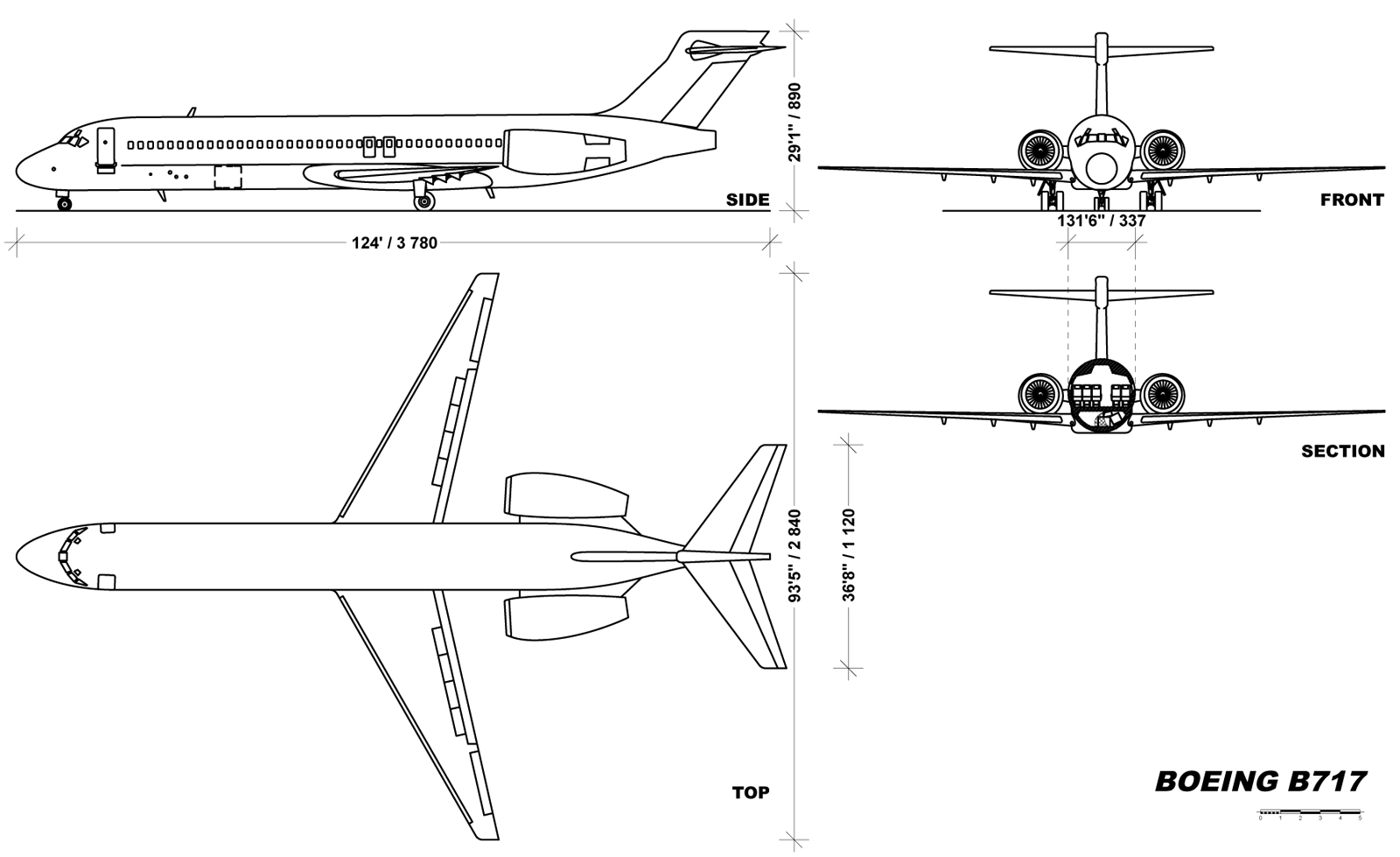
Boeing 717

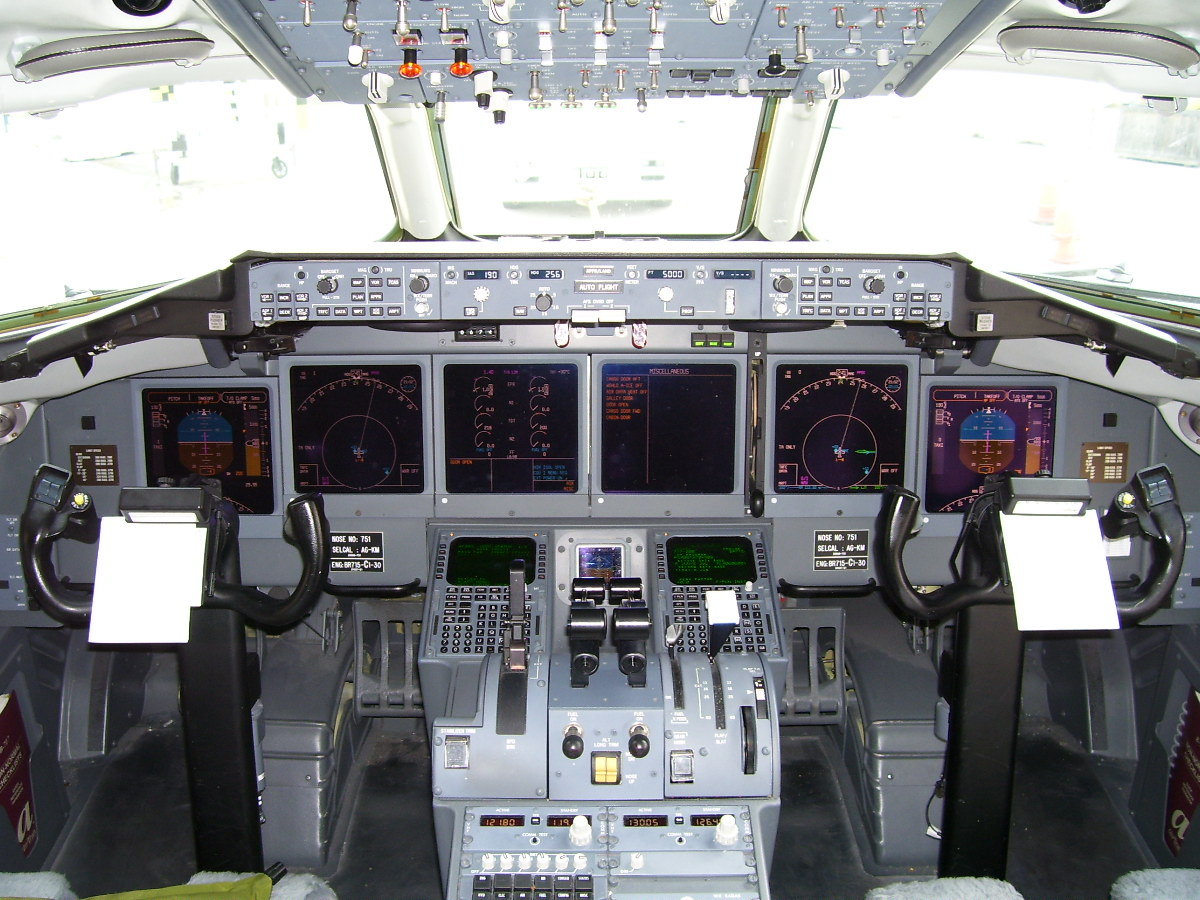
Flight deck av Boeing 717

Boeing 717 är ett tvåmotorigt trafikflygplan som utvecklats ur MD-80-serien som tillverkades av McDonnell Douglas. Det var det sista planet som hade sitt ursprung i Douglas DC-9 som flög första gången år 1965. Typen är certifierad under benämningen MD-95, men marknadsförs under namnet Boeing 717. Flygplanet drivs av två Rolls-Royce BR715 turbofläktmotorer som är placerade längst bak på flygplanskroppen.
Efter att McDonnell Douglas köpts upp av Boeing 1997 döptes modellen om till Boeing 717-200.
Kunderna var bland annat Airtran Airways, Spanair och Hawaiian Airlines. Finska Blue1 meddelade våren 2010 att de köpt nio Boeing 717.
Flygplansmodellen tillverkades i 156 exemplar mellan september 1999 och maj 2006. Det sista planet levererades till Air Tran.

## Incidenter
Boeing 717 har varit inblandad i fem incidenter, dock har ingen lett till något dödsfall. Inte heller har det inträffat någon "hull loss"-olycka, det vill säga en olycka där flygplanet fått så stora skador att det måste skrotas eller att det totalförstörs.